# Саис, Эльма
Эльма Саис Дельга́до (исп. Elma Saiz Delgado; род. 2 декабря 1975, Памплона) — испанский юрист, преподаватель, политический и государственный деятель. Член Испанской социалистической рабочей партии (PSOE). Министр инклюзии, социального обеспечения и миграции Испании с 21 ноября 2023 года.

## Биография
Родилась 2 декабря 1975 года в Памплоне, столице Наварры.
Окончила юридический факультет Университета Наварры, получила степень магистра в области налогового права и налогового консультирования.
С 1999 года, на протяжении 20 лет работала в компании Imel Consultoría Jurídico Tributaria, S.L., специализирующейся на налоговом и юридическом консультировании юридических и физических лиц, стала управляющим партнёром.
Преподавала в Университете Наварры и Наваррском народном университете (UPNA).
В 2003 году избрана на четырёхлетний срок депутатом парламента Наварры от Социалистической партии Наварры (PSN-PSOE).
С 2004 года — член Социалистической партии Наварры (PSN-PSOE).
В 2008—2011 годах — делегат правительства Испании в Наварре.
С 2012 года — директор Наваррского института равенства при правительстве Наварры.
В 2019 году назначена министром экономики и финансов и официальным представителем правительства Наварры под председательством Марии Чивите.
С 17 июня 2023 года — советник в аюнтамьенто Памплоны от PSOE.
21 ноября 2023 года назначена министром инклюзии, социального обеспечения и миграции Испании в третьем кабинете Педро Санчеса.
Владеет французским и английскими языками.

## Личная жизнь
Замужем, мать двоих детей.